# Івановське (Лузький район)
Івановське (рос. Ивановское) — присілок у Лузькому районі Ленінградської області Російської Федерації.
Населення становить 123 особи. Належить до муніципального утворення Володарське сільське поселення.

## Історія
Згідно із законом від 28 вересня 2004 року № 65-оз належить до муніципального утворення Володарське сільське поселення.

## Населення
| 1838 | 1862 | 1965 | 1997 | 2007 | 2010 |
| ---- | ---- | ---- | ---- | ---- | ---- |
| 132  | ↘8   | ↗210 | ↘126 | ↗133 | ↘123 |